# Two (1964)
Two ist ein Kurzspielfilm von Satyajit Ray aus dem Jahr 1964.

## Handlung
Der Film zeigt die Begegnung eines reichen Jungen in Kolkata mit einem Jungen aus einem Slum, den er vor seinem Fenster sieht. Der reiche Junge hat alles, was er sich wünscht; der arme fast nichts. Dennoch will der erstere dem Armen seine Überlegenheit demonstrieren.
Auf verschiedene Weise versucht der arme Junge mit dem etwa Gleichaltrigen, der in einer Villa wohnt, Kontakt aufzunehmen, doch als der Slum-Junge auf einer Flöte spielt, tönt ihn der andere mit seiner Spielzeugtrompete nieder; verkleidet er sich mit Maske und Speer, kommt der reiche als Cowboy mit Revolver; lässt er einen kleinen Drachen fliegen, schießt der andere ihn mit einem Luftgewehr ab. Schließlich lässt er von seinem Versuch, Freundschaft mit dem Reichen zu schließen, ab. Dieser spielt, zufrieden über seine Demonstration, wieder allein mit seinen Spielzeugrobotern. Nur kurze Zeit später dringt der fröhliche Klang der Flöte wieder zu ihn. Der Junge beginnt über seine Niederlage nachzudenken und zwei Spielzeugroboter fallen krachend auf den Boden.

## Hintergrund
Two entstand als Teil einer Reihe von drei Kurzfilmen aus Indien, die das öffentliche Fernsehen der USA in Auftrag gegeben hatte und unter dem Namen „Esso World Theater“ produzierte. Die beiden anderen Filme präsentierten Ravi Shankar bzw. Shanti Bardhans „Little Ballet Troupe“ aus Bombay. Ray wurde um einen Beitrag in englischer Sprache gebeten, der in Bengalen spielt, doch er fand daran keinen Gefallen. Stattdessen drehte er Two ohne Worte, nach seinem Originaldrehbuch und begleitet nur von seiner Musik.
Szenenbildner war Bansi Chandragupta.